# بیرم التونسی
بیرم التونسی با نام اصلی محمود محمد مصطفی بیرم (بیرم التونسی) (زادۀ: ۵مارس۱۸۹۳، درگذشتۀ: می ۱۹۶۱) شاعر مصری تونسی‌الاصل در اسکندریۀ مصر به دنیا آمد.

## زندگی‌نامه
بیرم که یکی از معروف‌ترین شعرای مردمی مصر در زمان خودش بود در جوانی با هنر نوازندگی آشنا شد و ترانه‌های زیادی برای سید درویش از هنرمندان معروف مصری سرود و همزمان با روزنامه‌های مصری نیز کار می‌کرد. او در طول زندگی‌اش بارها از مصر به تونس و سپس به پاریس تبعید شد. بیرم با خوانندگان مشهوری چون ام‌کلثوم، فرید الاطرش، محمد الحلاوی کار می‌کرد و برای ترانه‌های آن‌ها شعر می‌سرود.

## تقدیرنامه
جمال عبدالناصر در سال ۱۹۶۰ به‌دلیل فعالیت‌های هنری بیرم التونسی به او تقدیرنامۀ دولتی اعطا کرد.

## درگذشت
بیرم در ماه مه سال ۱۹۶۱ درحالی‌که قصیده‌ها و نمایش‌نامه‌های بسیاری از او به‌جا مانده بود از دنیا رفت.